# Sennedjem (preceptor de Tutankamón)
Sennedjem fue un alto funcionario durante el reinado de Tutankamón a finales de la XVIII dinastía. Sennedjem era su tutor, pero también portaba varios títulos más: «padre del dios», amado del dios, Portador del Abanico a la derecha del Rey.

## Sepultura
Sennedjem solo es conocido por su tumba descubierta en Ajmin.
No llegó a ser terminada y se desconoce si Sennedjem fue finalmente inhumado en ella. En la tumba aparece repetidamente el nombre del faraón Tutankamón, prueba de que fue construida bajo su reinado. En la decoración de la tumba aparece igualmente el nombre del supervisor de los enfermeros, Senqed. La tumba pues habría sido construida evidentemente para dos funcionarios. Parece que el nombre de Sennedjem ha sido deliberadamente borrado de la decoración de la tumba. Es obvio que Sennedjem cayó en desgracia y su memoria fue borrada, pero se ignora si viviendo todavía Tutankamón o más tarde.
La tumba está hoy ampliamente destruida y muchas de las pinturas se han perdido.